# 刘光磊
刘光磊（1954年11月—），山东省菏泽市单县人，中华人民共和国副部级官员，1970年11月参加工作，1973年11月加入中国共产党。曾任重庆市政协副主席，中共重庆市委常委、统战部部长、政法委书记等职务，副总警监。

## 生平
1970年11月，刘光磊入伍中国人民解放军，历任35212部队战士、班长、营部代理书记。

### 贵州
1976年退役后，供职于贵州省毕节地区汽车运输公司。1990年，升任贵州省威宁县委副书记、书记。1995年，任贵州省黔东南州委常委、组织部部长。1997年，任贵州省黔东南州委副书记、书记。2004年，升任中共贵州省委常委，晋升副部级。2005年，任贵州省委常委、省公安厅厅长。

### 重庆
2006年11月，刘光磊任重庆市委常委、重庆市公安局党委书记、局长、市委政法委书记。2009年3月，不再兼任重庆市公安局局长职务。2012年6月，受到薄熙来案与王立军事件的影响，改任重庆市委农村工作领导小组组长、市委农工委书记。2013年7月，任重庆市委常委、统战部部长、农工委书记。2015年1月21日，当选重庆市政协副主席，2018年1月退休。